# M42 Duster
Le M42 Duster est un véhicule antiaérien conçu et produit par les États-Unis en 1951 et 1956. Il a notamment été utilisé pendant la guerre du Viêt Nam et a également été largement exporté.

## Histoire
Après l’échec du T100, un véhicule blindé antiaérien qui aurait dû être armé de quatre mitrailleuses de calibre .60, les États-Unis lancent le 30 août 1951 le développement d’un nouveau véhicule de ce type. Les spécifications prévoient en fait le développement de trois véhicules : le T141E1, qui est le résultat final désiré, le T53, un véhicule radar devant assister le T141E1 pour le ciblage, et le T141, une forme simplifiée du T141E1 qui doit servir de bouche-trou le temps que ce dernier soit développé. Des difficultés budgétaires, alliées à la complexité du système, amènent toutefois l’annulation du T141E1 et du T53 le 9 mai 1952, ne laissant que le T141.
Cadillac livre le premier prototype du T141 en août 1951, l’entreprisse ACF Industries se joignant au programme en avril 1952. Il est accepté comme nouveau standard pour l’armée américaine le 22 octobre 1953 sous le nom de M42 Duster en remplacement du M19A1.
Le M42 est remplacé dans le rôle antiaérien par le M163 Vulcan en 1969, mais reste utilisé pour l’attaque au sol pendant la guerre du Viêt Nam.

## Caractéristiques
Le M42 reprend le châssis du M41 Walker Bulldog, avec très peu de modifications. La principale différence est le remplacement de la tourelle du M41 par une tourelle ouverte armée de deux canons Bofors L/60 M2A1 de 40 mm et d’une mitrailleuse de 7,62 mm.
Sur les premiers exemplaires, le moteur est un Continental AOS-895-3, remplacé ultérieurement par le modèle AOS-895-5, les véhicules équipés de ce dernier recevant la dénomination M42A1.